# Seti Kiole
Pas d'image ? Cliquez ici

a Compétitions nationales et continentales officielles uniquement.

b Matchs officiels uniquement.
Dernière mise à jour le 5 février 2024.
Seti Kiole, né le 7 juin 1980 à Holopeka (Tonga), est un joueur de rugby à XV tongien. Il évolue en équipe des Tonga et joue au poste d'ailier (1,98 m pour 118 kg).

## Carrière

### En club
Seti Kiole est né à Holopeka sur l'île de Lifuka aux Tonga. Il est le cousin de l'international néo-zélandais Jonah Lomu. En 2000, il participe avec l'équipe de rugby à XV de son lycée à une tournée en Nouvelle-Zélande.
En 2001, il commence sa carrière avec la province néo-zélandaise de South Canterbury en National Provincial Championship,. Il joue quatre saisons avec cette équipe, inscrivant quinze essais en dix-huit matchs. Jouant également avec le club amateur de Mackenzie dans le championnat provincial, il détient le record d'essai marqués en une saison, avec trente-cinq unités en 2003.
En octobre 2004, il est mis à l'essai par le club anglais de Gloucester. Convaincant lors d'un match avec l'équipe réserve, où il marque deux essais, il obtient un contrat professionnel pour le restant de la saison. Il joue seize matchs avec les Cherry and whites, pour deux essais marqués.
Après une saison en Angleterre, il s'engage avec l'ASM Clermont en Top 14,. Il ne joue que six matchs lors de sa première saison en Auvergne. Lors de sa deuxième saison, il ne joue aucune rencontre à cause d'une blessure au pied,.
En 2007, il rejoint l'US Montauban au sein du même championnat. Il ne joue qu'un seul match avec sa nouvelle équipe, en novembre 2007 en Challenge européen. Par la suite, une nouvelle blessure au pied l'écarte des terrains pour le restant de la saison. Il quitte le club au terme de la saison.

### En équipe nationale
Seti Kiole est sélectionné pour la première fois avec l'équipe des Tonga en octobre 2001 pour participer à une tournée en Europe. S'il ne connaît aucune sélection officielle, il joue plusieurs matchs, dont un face à l'Écosse.
Il honore finalement sa première cape internationale le 25 juin 2005 contre les Fidji.
Il fait partie du groupe tongien sélectionné pour la Coupe du monde 2007 en France. Toutefois, il ne joue aucun match à cause d'une blessure.

## Palmarès
- 9 sélections en équipe des Tonga
- 10 points (2 essais)
- Sélections par année : 3 en 2005, 5 en 2007, 1 en 2008